# Media lengua
Media lengua, també coneguda com chaupi-shimi, chaupi-lengua, chaupi-kichwa, kichwañol, chapu-shimi o llanga-shimi, és un idioma mixt parlat en la serra equatoriana que té el vocabulari d'origen espanyol i la gramàtica (morf-sintaxi) d'origen kichwa.
Quant al vocabulari, el 89% els lexemes, incloent el vocabulari bàsic són d'origen espanyol i han passat pel procés de relexificación, on el significat (la semàntica) de l'espanyol és reemplaçat pel del quítxua i la fonologia s'adapta als patrons del quítxua (e.g., la paraula 'quer-er' adopta el significat de la paraula quítxua muna-na i es pronuncia com kiri-na). La media lengua és un dels pocs idiomes reconeguts com un "idioma mixt bilingüe" en el sentit convencional i lingüístic, a causa de la seva divisió entre arrels i sufixos. Casos com la media lengua són rarament documentats en la literatura lingüística. Arends et al., identifiquen a dues llengües amb el nom de media lengua a l'Equador: la media lengua de Salcedo i la media lengua de Saraguro. Ls troba a la província d'Imbabura, generalment coneguda com a media lengua d'Imbabura i té dues varietats dialectals dins de la mateixa província que inclou a la media lengua de Pijal i a la media lengua d'Angla.

## Distribució geogràfica
La media lengua va ser documentada per primera vegada a Salcedo, Cotopaxi a uns 100 km al sud de Quito, Equador, pel lingüista holandès Pieter Muysken durant un treball de camp sobre el Kichwa equatorià. Durant les enquestes de Muysken sobre la llengua, també va descriure altres varietats de kichwa altament relexificades, incloses el pidgin amazònic, interlingua espanyol kichwa, Saraguro Media Lengua i Catalangu. Una investigació del 2011 de la media lengua Salcedo, però, suggereix que la llengua ja no la parlen els habitants del cantó de Salcedo i voltants. Poc se sap sobre l'estat actual de les altres varietats relexificades del kichwa descrites per Muysken. Diverses investigacions del 2005, 2008 i 2011, però, mostren que actualment es parla una gran varietat de Media Lengua a la província del nord d'Imbabura. Les investigacions calculen que la Media Lengua d'Imbabura és parlada per 2.600 persones, 600 a la comunitat de Pijal per majors de 35 anys i aproximadament 2.000 a la comunitat d'Angla i als seus voltants, típicament de 25 a 45 anys, el que fa de la Media Lengua, una llengua en perill d’extinció i moribunda a Pijal. La varietat de Media Lengua que és parlada a Pijal sembla que va sorgir a principis del segle XX i va tenir la seva primera generació de parlants nadius a la dècada de 1910. La Media Lengua Pijal es va estendre a la comunitat propera d'Angla durant els anys 50 i 60 mitjançant matrimonis intercomunitaris i el comerç. L'estat actual de la Media Lengua a Angla sembla ser lleugerament més saludable que a Pijal, ja que la varietat Angla s'ha transmès, fins a cert punt, a la generació de nens en edat escolaritzada del 2008.

## Orígens
Existeixen diverses teories sobre els orígens de la Media Lengua. Segons Muysken, la Media Lengua de Salcedo va sorgir mitjançant la identificació ètnica de les poblacions indígenes, que ja no s’identificaven ni amb el Kichwa rural ni amb les cultures espanyoles urbanes. Gómez-Rendón afirma que la Media Lengua d'Angla va sorgir a través de contacte prolongat entre les poblacions indígenes de parla kichwa amb les poblacions mestizo de parla espanyola. Dikker creu que la Media Lengua va ser creada per homes que van deixar les seves comunitats natives per treballar en zones urbanes de parla hispana. Quan els homes van tornar a les comunitats, havien adquirit un nivell fluït de castellà i havien utilitzat el kichwa amb poca freqüència. La Media Lengua va servir llavors com a nexe d’unió entre la generació monolingüe més antiga de parla kichwa i les generacions de parla castellana monolingüe més jove. Finalment, Stewart afirma que la Media Lengua va ser portada a Pijal des de Salcedo o viceversa. Basa aquestes afirmacions en la "sorprenent semblança" entre les varietats Pijal i Salcedo tant a nivell fonològic com morfològic. L'afirmació també inclou testimonis d'una gran migració de Cotopaxi a Pijal a principis del segle xx, que es pot veure en els nombrosos cognoms de la comunitat de Cotopaxi. La majoria dels investigadors coincideixen, però, que laMedia Lengua es va desenvolupar lingüísticament mitjançant diversos processos de lexificació (relexificació, adlexificació i translexificació) en un període relativament curt.

## Vitalitat
Jarrín (2014) va investigar aspectes sociolingüístics de la Media Lengua a les comunitats d’Angla, Uscha, Casco-Valenzuela i El Topo a la província d’Imbabura. Amb una sèrie d’enquestes i entrevistes sobre l’actitud i l’ús del llenguatge, va sorgir un entorn lingüístic complex que canvia de comunitat a comunitat. A les comunitats més urbanes d'Angla i Casco-Valenzuela, es prefereix Media Lengua i sembla que el quítxua perd terreny. A les comunitats més rurals d'Uscha i El Topo, el kichwa encara és preferit i l'ús de Media Lengua està mal vist. Jarrín (2014) també informa que també hi ha casos de nens que adquireixen Media Lengua dels seus pares i avis, cosa que no passa a Pijal. A Pijal, els parlants de Media Lengua solen tenir 35 o més anys, els que tenen entre 20 i 35 anys solen tenir un coneixement passiu de la llengua i els parlants de 20 anys o menys solen ser monolingües en castellà. Les estimacions del nombre de parlants varien àmpliament. A Pijal, s’estima que hi ha entre 300 i 500 parlants, mentre que a les comunitats d’Angla, Uscha, Casco-Valenzuela i El Topo, hi pot haver tants més de 2.000 parlants.

## Fonologia

### Consonants
Les paraules d'origen espanyol sovint semblen conformes a la fonotàctica kichwa. Tanmateix, les veus obstruents, que existeixen fonològicament només com oclusives en un entorn post-sonorant en kichwa, apareixen fonèmicament com parell mínim o gairebé parells mínims a Media Lengua mitjançant préstecs castellans.
Gràfic IPA (Media Lengua d'Imbabura)
Els al·lòfons comuns es marquen entre claudàtors ([]) i les africades es presenten sota el lloc de l’articulació final.
|             |             | Bilabial | Labiodental | Alveolar | Postalveolar | Retroflexs | Palatal | Velar | Uvular | Glotal |
| ----------- | ----------- | -------- | ----------- | -------- | ------------ | ---------- | ------- | ----- | ------ | ------ |
| Nasal       | Nasal       | m        |             | n        |              |            | ɲ       | [ŋ]   |        |        |
| Oclusives   | Oclusives   | p b      |             | t d      | tʃ           |            |         | k ɡ   |        |        |
| Fricatives  | Fricatives  | [β] ɸ    |             | s [z]    | ʃ ʒ          | ʐ          |         | x     | [χ]    | [h]    |
| Aproximants | Aproximants |          |             |          |              |            | j       | w     |        |        |
| Lateral     | Lateral     |          |             | l        |              |            |         |       |        |        |
| Bategant    | Bategant    |          |             | ɾ        |              |            |         |       |        |        |

### Vocals
Hi ha diverses opinions en competència sobre el nombre i els tipus de vocals a Media Lengua. Una teoria suggereix que Media Lengua de Salcedo, com el kichwa, manté tres vocals [i], [u] i [a], amb la conservació ocasional espanyola de [e] i [o] en noms, interjeccions i en posicions accentuades. Segons aquesta teoria, tots els altres préstecs espanyols s'assimilen al sistema kichwa. Una altra teoria suggereix que el Media Lengua d'Imbabura passa per un procés d'assimilació en tres passos i les paraules poden mantenir la fonotàctica espanyola [kabeza] cabeza 'cap', experimentar una assimilació parcial [kabisa] cabeza o (3) assimilació completa [kabiza] cabeza. Aquesta teoria també suggereix que les paraules d'alta freqüència també tendeixen a assimilar-se completament, però les de freqüència baixa no. Finalment, l'evidència acústica dona suport a l'afirmació que la Media Lengua podria tractar-se amb vuit vocals: derivades del castellà [i, a, u], que existeixen com a fusions extremes amb les derivades del kichwa [i, a, u], i del castellà [e] i [o], que existeixen com a fusions parcials amb Kichwa [i] i [u], respectivament.
Els diftongs espanyols també existeixen amb diversos graus d'assimilació en ambdós dialectes de Media Lengua. El diftong /ue/ de vegades es pronuncia com /u/, /wi/ o /i/; el castellà /ui/ es pronuncia /u/; el castellà /ie/ es pronuncia com /i/; i el castellà /ai/, es manté del kichwa.
|         | Frontal | Central | Posterior |
| ------- | ------- | ------- | --------- |
| Tancada | i       |         | u         |
| Oberta  |         | a       |           |

| | Frontal | Central | Posterior |
| --- | ------- | ------- | --------- |
| Tancada                                                                                                 | i       |         | u         |
| Mitjana                                                                                                 | e       |         | o         |
| Oberta                                                                                                  |         | a       |           |
| Les vocals derivades del castellà apareixen en verd. Les vocals derivades del kichwa apareixen en blau. |         |         |           |

| | Frontal | Central | Posterior |
| --- | ------- | ------- | --------- |
| Tancada                                                                                                 | i i     |         | u u       |
| Mitjana                                                                                                 | e       |         | o         |
| Oberta                                                                                                  |         | a a     |           |
| SLes vocals derivades del castellà aparexen en verd. Les vocals derivades del kichwa apareixen en blau. |         |         |           |

També hi ha evidències de desviació sonora entre obstruents sordes, que afecta la realització d’accents de to que recauen sobre síl·labes sordes (vegeu la secció següent).
[+sonorant]→[-veu]/[-sonorant] ___ [-sonorant]

                                [-veu]             [-veu]
(1) Vosteka tuyu casapika.

    [bos.te.ka tu.ju ka.za.pika]→[bos.te̥.ka tu.ju ka.za.pi̥ka]

"[Què] heu plantat a casa vostra?"